# 4525 Johnbauer
A 4525 Johnbauer (ideiglenes jelöléssel 1982 JB3) a Naprendszer kisbolygóövében található aszteroida. Eleanor F. Helin, Eugene Merle Shoemaker és P. D. Wilder fedezte fel 1982. május 15-én.